# Irmãs da Caridade de Nevers

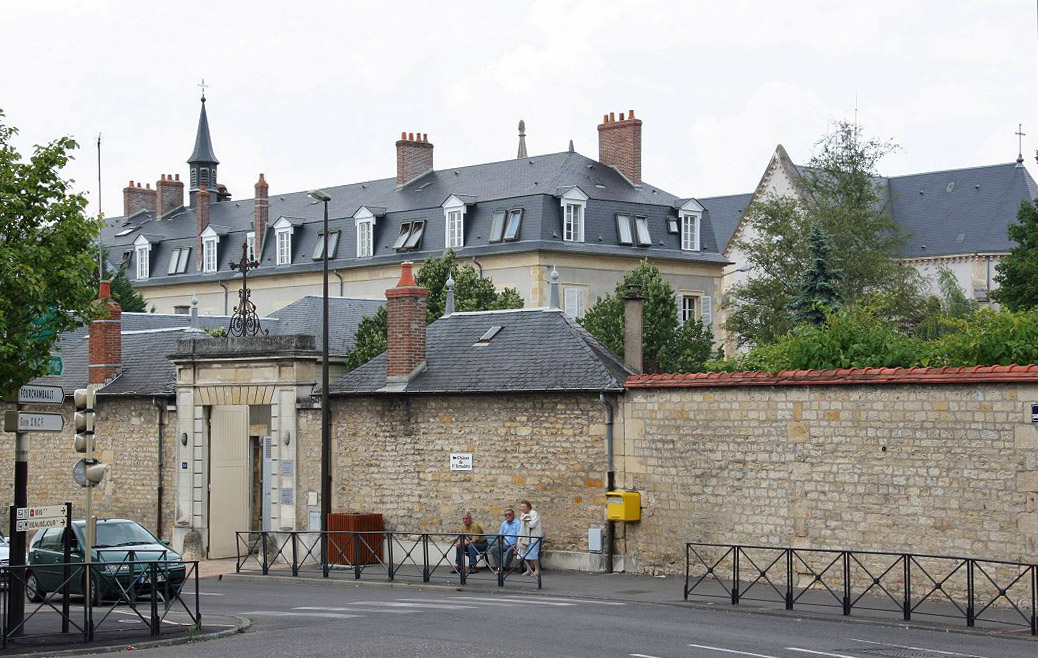
A casa mãe em Nevers

As Irmãs da Caridade de Nevers (em francês: Congrégation des Sœurs de la Charité de Nevers), também conhecidas como Irmãs da Caridade e Instrução Cristã, é um convento católico fundado em 1680 em Nevers, departamento de Nièvre, França, por iniciativa de Jean-Baptiste Delaveyne. A casa mãe, o antigo convento de St. Gildard em Nevers, que agora é um espaço para os peregrinos dormirem e aprenderem sobre Bernadette, e é chamada de Espace Bernadette, foi construída sobre as ruínas do priorado de Saint-Gildard, e foi supervisionado pelo bispo da diocese de Nevers.

## História
Em 1678, Jean-Baptiste Delaveyne (1653–1719), um beneditino que passou sete anos deslumbrado pela corte de Luís XIV de França, retornou a Saint-Saulge, a aldeia no departamento de Nièvre onde nasceu, em um tentativa de recuperar a direção espiritual de sua juventude. Impressionado com a pobreza que encontrou naquela zona rural, ele ofereceu às moças da aldeia de Saint-Saulge um desafio: “Não tenham outro negócio senão a caridade. Não tenha outros interesses além dos desafortunados." Esse desafio levou à fundação da congregação. Delaveyne organizou uma pequena casa com irmãs que ministravam aos doentes e pobres.
A congregação estava hospedada em Château-Chinon em 1706. Em 1710 mudaram-se para Decize para servir no hospital local e em 1716 consagraram uma capela em Saint-Saulge à Imaculada Conceição. Em 1748 voltaram para Château-Chinon, para seu hospital. Embora as Irmãs inicialmente ministrassem aos pobres, durante o século XIX elas eram mais voltadas para as classes médias (e a maioria das noviças eram meninas de classe média), e na década de 1860 operavam 260 conventos na França.
Em 1853, as Irmãs receberam de Dominique-Augustin Dufêtre, bispo de Nevers, para construir uma casa religiosa; foi consagrada oficialmente em 15 de julho de 1856.

## Irmãs notáveis

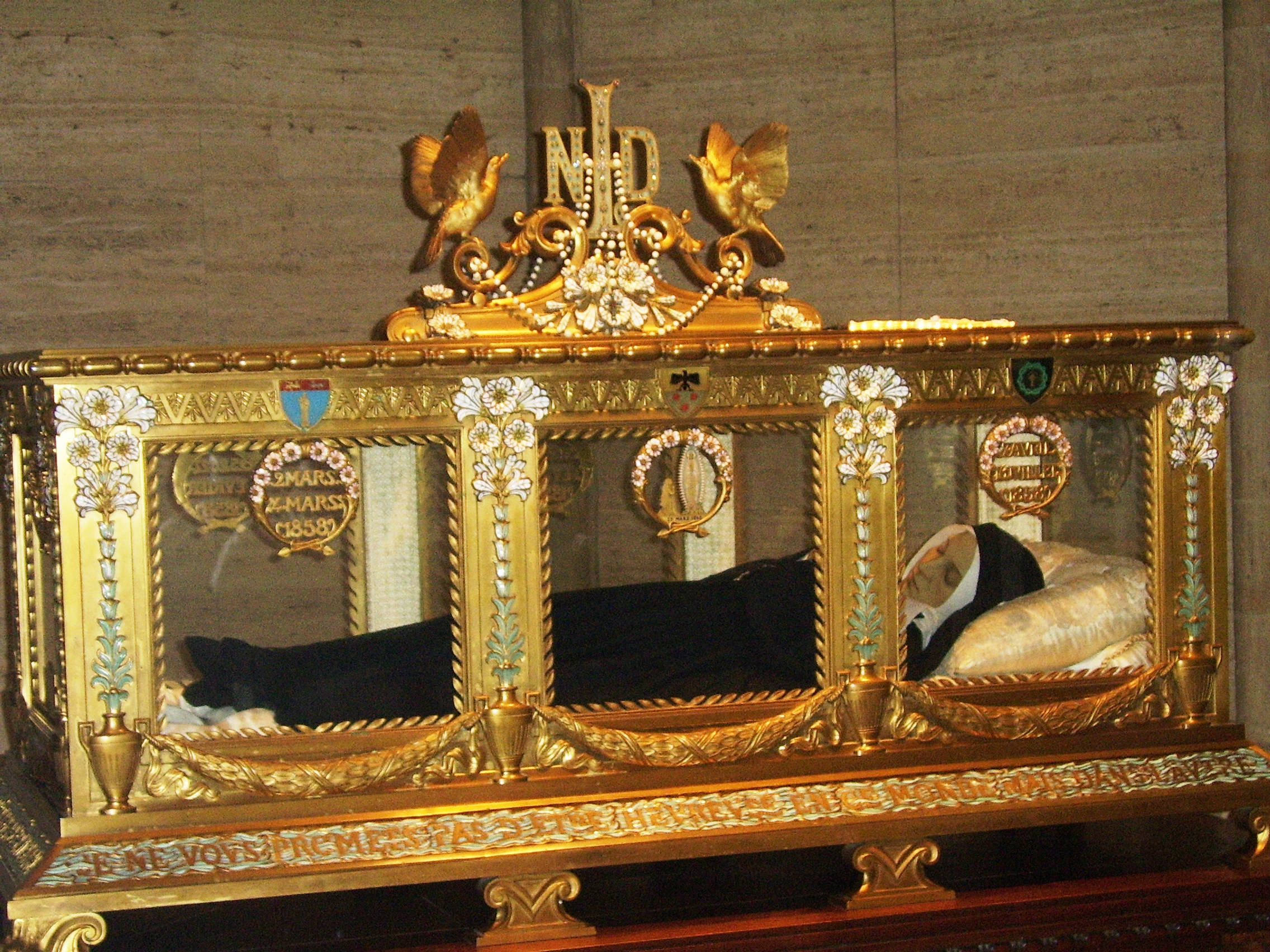
O sarcófago de Santa Bernadete de Lourdes

O convento católico é mais conhecido por Bernadette Soubirous, também conhecida como Santa Bernadette de Lourdes, uma irmã na casa-mãe de Nevers; depois de ter recebido suas visões, Bernadete entrou no convento de Lourdes dirigido pelas irmãs,  que abriram um hospício em Lourdes em 1834. Em 1866 foi aceita para fazer o noviciado em Nevers, onde faleceu em 1879. Seu corpo está consagrado na capela do Convento de São Gildard em Nevers. Hoje, as Irmãs também cuidam do cachot, o apartamento no subsolo de Lourdes onde Soubirous morou durante sua juventude; em 2008, as Irmãs receberam o Papa Bento XVI no cachot, antes de sua visita à gruta de Lourdes.
Outra irmã notável foi Marceline Pauper, nascida em 1663, que entrou em Nevers aos vinte e dois anos. Sua autobiografia foi publicada em 1871; nele, ela descreveu como reparou um sacrilégio ocorrido na capela ao receber os estigmas, em 26 de abril de 1702.

## Estabelecimentos
Uma organização filha das Filhas da Caridade de São Vicente de Paulo, as Irmãs da Caridade de Nevers administram hospitais e tinham conventos e escolas em toda a França. As Irmãs atuam na Ásia, África e América do Sul. Também opera:
- Sainte-Anne, uma casa de repouso em Luc-la-Primaube, Aveyron, França[16]
- Casa de repouso e lar para crianças deficientes (Auxerre), abrigo para sem-teto (Sens), na Arquidiocese Católica Romana de Sens, Yonne, França[17]